# 피셔 (프로게이머)
피셔(본명: 이정태, 2004년 7월 5일 ~ )는 대한민국의 리그 오브 레전드 프로게이머로 아이디는 Fisher이다. 포지션은 미드이다. 현재 농심 레드포스 소속이다.

## 선수 생활
2020년 10월, T1 Rookies에 입단하면서 커리어를 시작했다.
2022 서머시즌을 앞두고 리브 샌드박스 2군팀에 입단하면서 프로 커리어를 시작했다. 이후 팀에서 퇴단했다.
2023시즌을 앞두고 에드워드 게이밍 2군팀에 입단했다. 시즌 시작 전 에드워드 게이밍 1군팀으로 콜업됐다.
2024시즌을 앞두고 에드워드 게이밍과 재계약을 체결했다. 2024 스프링시즌 종료 후 팀에서 퇴단했다.
2024 서머시즌을 앞두고 농심 레드포스에 입단했다.
2025시즌을 앞두고 농심 레드포스와 2년 재계약을 체결했다.

## 소속팀
| # | 팀명            | 소속 기간               | 소속 리그 | 비고 |
| - | --------------- | ----------------------- | --------- | ---- |
| 1 | T1 Academy      | 2020.10. ~ 2021.06.     | 아마추어  |      |
| 2 | Shadow Corp     | 2021.07.15 ~ 2022.06.15 | 아마추어  |      |
| 3 | 리브 샌드박스   | 2022.06.26 ~ 2022.11.04 | LCK       |      |
| 4 | 에드워드 게이밍 | 2022.11.05 ~ 2024.05.23 | LPL       |      |
| 5 | 농심 레드포스   | 2024.05.23 ~            | LCK       |      |

## 수상 내역
- 2020 LCK 아카데미 시리즈 10월 오픈 토너먼트 우승
- 2021 LCK 아카데미 시리즈 10월 오픈 토너먼트 우승
- 네셔널 일렉트로닉 스포츠 토너먼트 2022 우승
- 데마시아 컵 2022 4강
- 이스포츠 상하이 마스터스 2023 우승